# بروكس لورانس
بروكس لورانس (بالإنجليزية: Brooks Lawrence)‏ هو لاعب كرة قاعدة أمريكي، ولد في 30 يناير 1925 في سبرينغفيلد في الولايات المتحدة، وتوفي بنفس المكان في 27 أبريل 2000.

## وصلات خارجية
- بروكس لورانس على موقع دوري كرة القاعدة الرئيسي (الإنجليزية)
- بروكس لورانس على موقعبيزبول رفرنس.كوم (الدوري الرئيسي) (الإنجليزية)
- بروكس لورانس على موقعبيزبول رفرنس.كوم (الدوري الثانوي) (الإنجليزية)
- بروكس لورانس على موقع جمعية أبحاث البيسبول الأمريكية (الإنجليزية)